# Promolopica epiphanta
Promolopica epiphanta är en fjärilsart som beskrevs av Edward Meyrick 1925. Promolopica epiphanta ingår i släktet Promolopica och familjen stävmalar. Inga underarter finns listade i Catalogue of Life.